# Fred McNair
Pour les articles homonymes, voir McNair.
Frederick V. McNair, IV, né le 22 juillet 1950 à Washington, D.C., est un ancien joueur de tennis professionnel américain.
Il s'est principalement illustré en double, formant une paire prolifique avec son compatriote Sherwood Stewart entre 1975 et 1977. Les deux hommes ont notamment remporté le tournoi de Hambourg, les Internationaux de France de tennis et le Masters en 1976. Il a été l'un des premiers joueurs à privilégier une carrière en double plutôt qu'en simple.
Ses meilleurs résultats en simple sont une demi-finale à Christchurch en 1973 et à Stockholm en 1975. Ne jouant qu'épisodiquement depuis 1978, il décide d'arrêter la discipline en 1980.
Il est désormais le président de l'entreprise familiale, McNair & Co.

## Parcours dans les tournois duGrand Chelem

### En simple
| Année | Open d'Australie | Open d'Australie | Internationaux de France | Internationaux de France | Wimbledon      | Wimbledon   | US Open         | US Open     | Open d'Australie | Open d'Australie |
| ----- | ---------------- | ---------------- | ------------------------ | ------------------------ | -------------- | ----------- | --------------- | ----------- | ---------------- | ---------------- |
| 1971  | —                | —                | —                        | —                        | —              | —           | 2e tour (1/32)  | O. Parun    | n.o.             | n.o.             |
| 1972  | —                | —                | —                        | —                        | —              | —           | 1er tour (1/64) | R. Ruffels  | n.o.             | n.o.             |
| 1973  | —                | —                | —                        | —                        | —              | —           | 1er tour (1/64) | C. Pasarell | n.o.             | n.o.             |
| 1974  | —                | —                | 2e tour (1/32)           | V. Amritraj              | —              | —           | 2e tour (1/32)  | G. Masters  | n.o.             | n.o.             |
| 1975  | —                | —                | 1er tour (1/64)          | A. Muñoz                 | 2e tour (1/32) | R. Case     | 1er tour (1/64) | N. Špear    | n.o.             | n.o.             |
| 1976  | —                | —                | 2e tour (1/32)           | Phillips-Moore           | —              | —           | 3e tour (1/16)  | J. Connors  | n.o.             | n.o.             |
| 1977  | —                | —                | 1er tour (1/64)          | J. Fassbender            | 3e tour (1/16) | D. Stockton | 2e tour (1/32)  | E. Dibbs    | —                | —                |
| 1978  | n.o.             | n.o.             | —                        | —                        | 3e tour (1/16) | R. Tanner   | —               | —           | —                | —                |
| 1979  | n.o.             | n.o.             | —                        | —                        | —              | —           | —               | —           | 1er tour (1/32)  | G. Malin         |
| 1980  | n.o.             | n.o.             | 1er tour (1/64)          | T. Rocavert              | —              | —           | —               | —           | —                | —                |

N.B. : à droite du résultat se trouve le nom de l'ultime adversaire.

### En double
| Année | Open d'Australie | Open d'Australie | Internationaux de France   | Internationaux de France | Wimbledon                  | Wimbledon               | US Open                    | US Open                 | Open d'Australie          | Open d'Australie     |
| ----- | ---------------- | ---------------- | -------------------------- | ------------------------ | -------------------------- | ----------------------- | -------------------------- | ----------------------- | ------------------------- | -------------------- |
| 1971  | —                | —                | —                          | —                        | —                          | —                       | 1er tour (1/32) T. Addison | Holmberg C. Richey      | n.o.                      | n.o.                 |
| 1972  | —                | —                | —                          | —                        | —                          | —                       | —                          | —                       | n.o.                      | n.o.                 |
| 1973  | —                | —                | —                          | —                        | —                          | —                       | —                          | —                       | n.o.                      | n.o.                 |
| 1974  | —                | —                | 1/8 de finale P. Gerken    | T. Vázquez G. Vilas      | —                          | —                       | 1er tour (1/32) Machette   | O. Davidson K. Rosewall | n.o.                      | n.o.                 |
| 1975  | —                | —                | 1er tour (1/32) M. Estep   | J. Alexander P. Dent     | 2e tour (1/16) W. Fibak    | Dowdeswell A. Stone     | 1/2 finale S. Stewart      | T. Okker M. Riessen     | n.o.                      | n.o.                 |
| 1976  | —                | —                | Victoire S. Stewart        | B. Gottfried R. Ramírez  | 1er tour (1/32) S. Stewart | I. El Shafei B. Fairlie | 1/4 de finale S. Stewart   | Dowdeswell C. Kachel    | n.o.                      | n.o.                 |
| 1977  | —                | —                | 1er tour (1/32) S. Stewart | G. Halder D. Power       | 2e tour (1/16) S. Stewart  | P. Campbell J. Holladay | 1/8 de finale S. Stewart   | P. Kronk C. Letcher     | —                         | —                    |
| 1978  | n.o.             | n.o.             | 1/4 de finale A. Ashe      | B. Gottfried R. Ramírez  | 1/4 de finale R. Ramírez   | P. Fleming J. McEnroe   | 1er tour (1/32) R. Ramírez | Edmondson J. Marks      | —                         | —                    |
| 1979  | n.o.             | n.o.             | —                          | —                        | —                          | —                       | 2e tour (1/16) J. Lloyd    | P. Fleming J. McEnroe   | 1er tour (1/16) G. Hardie | T. Rocavert J. James |
| 1980  | n.o.             | n.o.             | —                          | —                        | 2e tour (1/16) Buehning    | P. McNamara P. McNamee  | 1er tour (1/32) C. Dibley  | P. Fleming J. McEnroe   | —                         | —                    |
| 1981  | n.o.             | n.o.             | 1/8 de finale H. Pfister   | P. McNamara P. McNamee   | 2e tour (1/16) J. Austin   | F. Buehning F. Taygan   | 2e tour (1/16) J. Austin   | T. Moor E. Teltscher    | —                         | —                    |
| 1982  | n.o.             | n.o.             | —                          | —                        | —                          | —                       | 1er tour (1/32) Van Dillen | B. Drewett S. McCain    | —                         | —                    |
| 1983  | n.o.             | n.o.             | —                          | —                        | —                          | —                       | 1er tour (1/32) T. Waltke  | P. Fleming J. McEnroe   | —                         | —                    |

N.B. : le nom du ou de la partenaire se trouve sous le résultat ; le nom des ultimes adversaires se trouve à droite.

## Participation aux Masters

### En double
| Année | Ville   | Surface         | Partenaire       | Résultats | Résultat final |
| ----- | ------- | --------------- | ---------------- | --------- | -------------- |
| 1976  | Houston | Moquette indoor | Sherwood Stewart | 2v, 0d    | Vainqueur      |

## Famille
Il est le neveu de l'autrice et universitaire Laleh Bakhtiar.